# Lepthyphantes beroni
Lepthyphantes beroni este o specie de păianjeni din genul Lepthyphantes, familia Linyphiidae, descrisă de Deltshev, 1979.
Este endemică în Grecia. Conform Catalogue of Life specia Lepthyphantes beroni nu are subspecii cunoscute.